# Ärztinnen
Pour plus de détails, voir Fiche technique et Distribution.
Ärztinnen (littéralement « femmes médecins ») est un film allemand réalisé par Horst Seemann, sorti en 1984.

## Synopsis
Le Dr. Lydia Kowalenko perd son travail pour un laboratoire pharmaceutique pour avoir refusé de couvrir le défaut d'un médicament. Elle retrouve un emploi mais sa nouvelle société est rachetée par son ancienne entreprise.

## Fiche technique
- Titre : Ärztinnen
- Réalisation : Horst Seemann
- Scénario : Horst Seemann, Peter Wuss d'après la pièce de théâtre de Rolf Hochhuth
- Musique : Horst Seemann
- Photographie : Otto Hanisch
- Montage : Bärbel Bauersfeld
- Société de production : Deutsche Film, Manfred Durniok Filmproduktion, Monopol Film et Sveriges Television
- Pays de production :  Allemagne de l'Est,  Allemagne de l'Ouest,  Suède et  Suisse
- Genre : Thriller et drame
- Durée : 107 minutes
- Date de sortie : 
  - Allemagne de l'Est : 19 janvier 1984

## Distribution
- Judy Winter : Dr. Katia Michelsberg
- Daniel Jacob : Thomas « Tom » Michelsberg
- Michael Gwisdek : Dr. Werner Michelsberg
- Inge Keller : Dr. Lydia Kowalenko
- Gerlinde Bölke : Gunhild Klippel
- Walther Reyer : Dr. Riemenschild
- Käthe Reichel : Dr. Plauner
- Rolf Hoppe : Dr. Böblinger
- Horst Schulze : le procureur Bitterim
- John Harryson : Dr. Johanson
- Hartmut Puls : Dr. Haase
- Christoph Engel : Dr. Zillner
- Wolfgang Dehler : Kuno

## Distinctions
Le film a été présenté en sélection officielle en compétition lors de Berlinale 1984.